# Byg
Byg (Hordeum) er en slægt med 32 arter, som findes i Europa, Mellemøsten, Centralasien, Nord- og Sydamerika. Én art, almindelig byg (Hordeum vulgare) har stor økonomisk betydning som foderafgrøde og til fremstilling af malt. Andre arter er besværligt ukrudt, som er fulgt med menneskets vandringer verden over.
Det er én- eller flerårige græsser med en tueformet vækst. Bladene er flade og danner en åben bladskede omkring strået. De af småaksene, som er sidestillede, er ofte stilkede og har enten hanlige eller sterile blomster. Det midterste småaks har derimod hunlige blomster. Dækbladet uden om småaksene har en lang stak fra spidsen.

## Historie
Forskere har fundet 6.000 år gamle beviser for dyrkning af bygkorn i den nordlige del af Jordandalen. Opdagelsen blev gjort ved hjælp af genetisk kortlægning af forhistoriske bygkorn fra kobberalderen, dateret til omkring 4000 f.Kr. Det er de ældste gener fra korn, der så langt er fundet.
| Beskrevne arter |

- Almindelig Byg (Hordeum vulgare)
- Egernhale-Byg (Hordeum jubatum)
- Eng-Byg (Hordeum secalinum)
- Gold Byg (Hordeum murinum)
- Knold-Byg (Hordeum bulbosum)
- Strand-Byg (Hordeum marinum)

| Andre arter |

- Hordeum arizonicum
- Hordeum bogdanii
- Hordeum brachyantherum
- Hordeum brevisubulatum
- Hordeum capense
- Hordeum chilense
- Hordeum comosum
- Hordeum cordobense
- Hordeum depressum
- Hordeum erectifolium
- Hordeum euclaston
- Hordeum flexuosum
- Hordeum fuegianum
- Hordeum guatemalense
- Hordeum innermongolicum
- Hordeum intercedens
- Hordeum lechleri
- Hordeum muticum
- Hordeum nudum
- Hordeum parodii
- Hordeum patagonicum
- Hordeum procerum
- Hordeum pubiflorum
- Hordeum pusillum
- Hordeum roshevitzii
- Hordeum stenostachys
- Hordeum tetraploidum